# أتيلا ديكر
أتيلا ديكر (بالمجرية: Decker Attila)‏ هو لاعب كرة الماء مجري، ولد في 25 أغسطس 1987 في بودابست في المجر.

## وصلات خارجية
- أتيلا ديكر على موقع الاتحاد الدولي للسباحة (الإنجليزية)
- أتيلا ديكر على موقع الاتحاد المجري لكرة الماء (الهنغارية)
- أتيلا ديكر على موقع اللجنة الأولمبية الدولية (الإنجليزية)
- أتيلا ديكر على موقع أوليمبيديا (الإنجليزية)
- أتيلا ديكر على موقع اللجنة الأولمبية المجرية (الهنغارية)